# یوکو شیمیزو (بازیگر)
یوکو شیمیزو (انگلیسی: Yuko Shimizu؛ زادهٔ ۲۲ نوامبر ۱۹۸۸) بازیگر اهل ژاپن است.